# Charles Joseph-Oudin
Charles Joseph-Oudin, né en 1982 à Paris, est un avocat français, dont l'activité concerne principalement l'indemnisation des victimes de produits de santé, et plus largement de préjudices corporels . 

## Biographie
Il étudie au Collège Stanislas (Paris 6) puis le droit à l'université Panthéon Assas Paris 2, à Sciences Po Paris et à Oxford. Il est inscrit au barreau de Paris depuis 2009 et de Tulle depuis 2020.
Il est l’associé fondateur de Dante, un cabinet d’avocats indépendants composés de 7 avocats et 7 juristes, qui aide les particuliers et de nombreuses associations, à faire valoir leurs droits, notamment en matière de produits de santé et de réparation du préjudice corporel .
En effet, peu de temps après son installation, il assiste des victimes du Médiator et participe, aux côtés d’Irène Frachon, à dénoncer la défectuosité du Mediator. 
Rapidement, d’autres victimes de médicaments se tournent vers lui et sollicitent son assistance afin de dénoncer leurs méfaits. 
Marine Martin, présidente de l’APESAC et lanceuse d'alerte, prendra attache avec lui, et ils continuent aujourd’hui d’œuvrer ensemble pour la reconnaissance des droits des victimes de la Dépakine. À ce titre est initiée la première action de groupe en matière de produits de santé à l’encontre de Sanofi Aventis France . 
Compte tenu de cette expérience reconnue en  droit de la santé , il est intervenu aux côtés de nombreuses victimes dans les principales affaires de santé publique de ces dernières années et notamment l’affaire Médiator, l’affaire Dépakine , l’affaire du vaccin contre la grippe A/H1N1 , l’affaire des dispositifs Essure ,, l’affaire du Docteur Van Nierop , dentiste de Château-Chinon dans la Nièvre, les victimes des attentats, l’affaire Androcur ,,, l’affaire Finastéride ,, la remise en cause du Lasik , etc. 
En 2016, le film La Fille de Brest  présente son rôle dans l’aide aux victimes du Mediator contre les Laboratoires Servier. Un an plus tard, c’est la pièce de théâtre Mon cœur  qui fera également état de son rôle dans cette affaire.

## Vie privée
Issu d'une famille de médecins et neveu de la biostatisticienne et épidémiologiste Catherine Hill (née Oudin), il est rapidement sensibilisé au problème de la situation des patients.